# Port lotniczy Pałana
Port lotniczy Pałana (ros. Аэропорт Палана) (IACO: UHPL) – lotnisko, które leży w Okręgu Koriackim. Położone jest 4 km na zachód od Pałany, w Rosji.

## Kierunki lotów i linie lotnicze[1]
| Linia lotnicza                          | Kierunek                    |
| --------------------------------------- | --------------------------- |
| Petropavlovsk-Kamchatsky Air Enterprise | 1. Pietropawłowsk Kamczacki |